# Eugene Fodor
Pour les articles homonymes, voir Fodor.
Eugene Nicholas Fodor, Jr., né le 5 mars 1950 à Denver (Colorado) et mort le 26 février 2011 dans le comté d'Arlington (Virginie), est un violoniste classique américain.

## Biographie
Fodor est né à Denver, au Colorado. Ses dix premières années d'études ont été avec Harold Wippler, qui lui a enseigné de 1958 à 1968,. Il a ensuite étudié à la Juilliard School de New York, à l’université de l’Indiana et à l’université du Sud de la Californie, où ses professeurs étaient respectivement Ivan Galamian, Josef Gingold et Jascha Heifetz.
Fodor fait ses débuts de soliste avec le Denver Symphony Orchestra à l'âge de dix ans, en interprétant le Concerto pour violon n° 1 de Max Bruch.
Sa carrière décline dans les années 1980. Une arrestation pour possession de drogue sur l'île Martha's Vineyard en 1989 a eu pour conséquence une publicité négative,.
Il se marie avec Susan Davis en 1978 avec laquelle il a trois enfants et deux petits-enfants et dont il divorce en 1986. Son second mariage avec Sally Svetland se  termine   également par un divorce. Il se remarie avec Susan  Davis  en novembre 2010.
Après des années de lutte contre l'alcoolisme et la toxicomanie, Fodor meurt d'une cirrhose dans le comté d'Arlington, en Virginie, à l'âge de soixante ans.

## Discographie (sélection)
- Tchaïkovski, Violin Concerto No. 1 in D major, Opus 35;
- Saint-Saëns, Introduction and Rondo Capriccioso, Opus 28, with The New Philharmonia Orchestra and Erich Leinsdorf (1974, RCA Red Seal ARL1-0781)
- Bach, concertos pour violon
- Nielsen, Violin Concerto (2001, Grazioso Records 72601)
- Lalo, Symphonie espagnole / Sibelius, Concerto pour violon (2000, Grazioso Records 61501)
- Brahms, Complete Sonatas for Violin & Piano (1996, Clarity Records 1014)
- Concertos of Brahms, Sibelius and the first two concertos of Paganini with the Kiev Philharmonic
- Love Fodor Style (2002, Grazioso Records 95143)
- Instrument of the Angels (2001, Grazioso Records 81904, famous gospel pieces)